# Marggraffshof
Marggraffshof ist ein Wohnplatz der Gemeinde Stahnsdorf im Landkreis Potsdam-Mittelmark in Brandenburg.

## Lage
Der Wohnplatz liegt südöstlich des Gemeindezentrums. Östlich ist der Teltower Ortsteil Ruhlsdorf, südlich der Stahnsdorfer Ortsteil Sputendorf und westlich der weitere Ortsteil Güterfelde. Die Schnellstraße Potsdam–Schönefeld führt als Landstraße 40 in West-Ost-Richtung nördlich am Wohnplatz vorbei und verbindet ihn mit der Bundesstraße 101.

## Geschichte
Der Wohnplatz wurde erstmals 1905 als Vorwerk urkundlich erwähnt. Dort befand sich zu einer früheren Zeit ein Lehnschulzengut Sputendorfs. 1911 entstand dort ein Gut, das als Ehrung an den Berliner Stadtrat und Leiter der Kanalisationsdeputation, Arnold Marggraff, benannt wurde. 1925 lebten dort 174 Personen. Im Jahr 1945 war es ein Rieselgut, das von den Berliner Stadtgütern an Landarbeiter abgeben worden war. Im Jahr 1961 gab es auf dem Wohnplatz ein VEG Sputendorf mit 1248 Hektar landwirtschaftlicher Nutzfläche und 191 Beschäftigten.  Das VEG war 1973 Bestandteil des VEG Genshagen mit dem Betriebsteil Marggraffshof.
Im 21. Jahrhundert befindet sich auf dem Wohnplatz eine Pferdepension.